# Folii
Légende :
♦Patricien, ♦Plébéien, ♦Consulaire, ♦Sénatorial, ♦Équestre
Gens et Liste des gentes romaines
Les Folii ou Foslii sont les membres d'une gens romaine patricienne dont les membres les plus connus vivent aux Ve et IVe siècles av. J.-C.. Ces derniers portent le cognomen Flaccinator.

## Principaux membres
- Marcus Folius Flaccinator, (v.-470 - -390), tribun consulaire en 433 et pontifex maximus en 390 av. J.-C.[a 1],[a 2];
  - Marcus Folius Flaccinator, (v.-430 - ?);
    - Caius Folius Flaccinator, (v.-390 - ?);
      - Marcus Folius Flaccinator, (v.-360 - ap.-313), consul en 318 av. J.-C. et maître de cavalerie en 320, 314 et 313 av. J.-C.[b 1]